# Les Alleuds
|  | Per a altres significats, vegeu «Les Alleuds (Deux-Sèvres)». |

Les Alleuds és un municipi francès situat al departament de la Maine-et-Loire i la regió del País del Loira.